# Jardí d'Albalat dels Tarongers

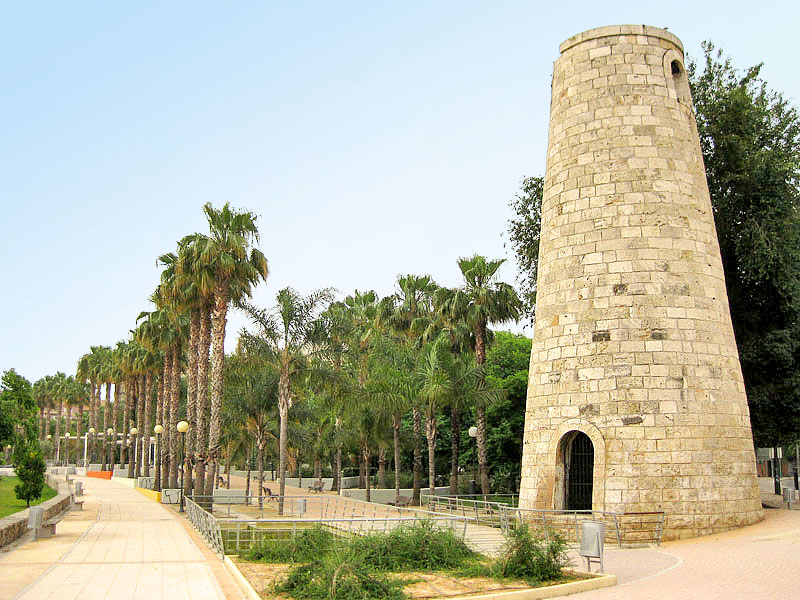
Vista del jardí i la torre del dipòsit d'aigua, des del punt nord-oest

El Jardí d'Albalat dels Tarongers és un jardí públic de la ciutat de València, situat entre el carrer homònim i l'aparcament de la Universitat de València (Tarongers). A l'oest fita amb el carrer de Clariano i a l'est amb el carrer de Ramon Llull. Té una forma triangular que inclou, al caire més llarg, un porxe allargat cobert amb flors. A la punta del nord-oest, hi ha una torre d'un antic dipòsit d'aigua per a les màquines del vapor del ferrocarril que anava al Cabanyal. Al centre hi ha un petit tossal de tal manera que les diverses passarel·les hi arriben amb una pujada gradual. Per tot el conjunt, hi ha una sèrie de canals i fonts que les passarel·les sobrepassen i envolten. El jardí és obert a totes bandes, i inclou jocs infantils i bancs.
El parc fou obert el desembre de 1994 i té una superfície de 9.000 metres quadrats. És gestionat per la Fundació Pública Municipal de Parcs i Jardins Singulars.